# Estándares de emisiones
Los estándares de emisiones son requisitos de límites específicos a la cantidad de contaminantes que pueden ser liberados en el ambiente. Muchos estándares de emisiones se focalizan en regular contaminantes lanzados por automóviles y otros vehículos de motor, pero también pueden regular las emisiones de la industria, plantas eléctricas, equipos pequeños como cortadoras de césped y generadores a combustible. Alternativas de política frecuente de las normas de emisiones son las normas de tecnología (que mandan el uso de una tecnología específica) y del mercado de emisiones.
Los estándares generalmente regulan las emisiones de óxidos nitrosos (NOx), óxidos sulfurosos, partículas en suspensión (PS) u hollín, monóxido de carbono (CO), o hidrocarburos volátiles (ver equivalencia en dióxido de carbono).

## Estándares de rendimiento de emisiones de vehículos
Un estándar de rendimiento de emisiones es aquel límite que los establece a partir de la cual un tipo diferente de tecnología de control de emisiones, podría ser necesario. Si bien las normas de funcionamiento de las emisiones se han utilizado para imponer límites de contaminantes convencionales tales como óxidos nitrosos y óxidos sulfurosos (NOx & SOx), estas regulaciones pueden utilizarse para regular gases de invernadero, particularmente dióxido de carbono (CO2). En EE. UU., eso se da en libras de dióxido de carbono por megavatios-hora (lbs. CO2/MWh), y kg de CO2/MWh en todo el mundo.
En los últimos cinco años, varios países se han sumado a la adopción de estándares de rendimiento de emisiones de vehículos, pasando a ser 71 países en el mundo los que ahora se apegan al régimen Euro 4/IV. No obstante, para 2020, seguían habiendo más de 80 países que no contaban con este tipo de estándar, lo que complica la medición de la calidad de los combustibles. 

## Asia

### India
El 6 de octubre de 2003, se anunció una política nacional sobre combustibles, que contemplaba un programa por fases para introducir regulaciones de emisiones Euro 2 - 4 para el 2010. El programa de aplicación de los estándares de emisiones de la Unión Europea en la India se resume en la Tabla 1.
| Estándar | Referencia | Fecha   | Región                        |
| --- | ---------- | ------- | ----------------------------- |
| India 2000 | Euro 1     | 2000    | Nacional                      |
| Bharat Stage II | Euro 2     | 2001    | NCR*, Bombay, Calcuta, Madrás |
| Bharat Stage II | Euro 2     | 2003.04 | NCR*, 10 Ciudades†            |
| Bharat Stage II | Euro 2     | 2005.04 | Nacional                      |
| Bharat Stage III | Euro 3     | 2005.04 | NCR*, 10 Ciudades†            |
| Bharat Stage III | Euro 3     | 2010.04 | Nacional                      |
| Bharat Stage IV | Euro 4     | 2010.04 | NCR*, 10 Ciudades†            |
| * National Capital Region (Delhi) † Bombay, Calcuta, Madrás (Chennai), Bangalore, Hyderabad, Ahmedabad, Pune, Surat, Kanpur y Agra |            |         |                               |

| Año                                                                                            | Referencia | CO        | HC      | NOx  | PM    |
| ---------------------------------------------------------------------------------------------- | ---------- | --------- | ------- | ---- | ----- |
| 1992                                                                                           | -          | 17,3-32,6 | 2,7-3,7 | -    | -     |
| 1996                                                                                           | -          | 11,20     | 2,40    | 14,4 | -     |
| 2000                                                                                           | Euro I     | 4,5       | 1,1     | 8,0  | 0,36* |
| 2005†                                                                                          | Euro II    | 4,0       | 1,1     | 7,0  | 0,15  |
| 2010†                                                                                          | Euro III   | 2,1       | 0,66    | 5,0  | 0,10  |
| * 0,612 para motores de menos de 85 kW † earlier introduction in selected regions, ver Tabla 1 |            |           |         |      |       |

### UE
- DIRECTIVAS 1999/94/EC DEL PARLAMENTO EUROPEO Y DEL CONSEJO del 13 de diciembre de 1999, en relación con disponer de información de consumidores en economía de los combustibles y emisiones de CO2 con respecto al mercado de nuevos vehículos de pasajeros — PDF (140 KB).
- Council Directive 80/1268/EEC Consumo de fuel por vehículos fr motor

- Datos: Q1745938
- Multimedia: Emission standards / Q1745938